# Blotto (film)
Blotto is een Amerikaanse korte komedie film uit 1930, geregisseerd door James Parrott met Stan Laurel en Oliver Hardy in de hoofdrollen. De korte film werd geproduceerd door Hal Roach en oorspronkelijk gedistribueerd door Metro-Goldwyn-Mayer .

## Verhaallijn
Op een avond tijdens het droogleggingstijdperk belt Hardy naar Laurel om hem uit te nodigen een avondje uit te gaan in de Rainbow Club. Stan's vrouw vindt echter dat hij te vaak met Hardy uitgaat en verbied het hem. Van haar moet hij maar een avond thuisblijven. Stan, die maar al te graag wil ontsnappen aan zijn zeurende vrouw, bedenkt een plan en bespreekt dit met Hardy over de telefoon. Hij doet alsof hij wordt opgebeld door zijn baas die hem vraagt om direct naar het werk te komen voor een belangrijke klus.
Stan heeft echter niet door dat zijn vrouw heeft meegeluisterd met het gesprek via een andere telefoon. Wanneer Stan zegt dat hij nog een fles champagne heeft bewaard en zal meenemen, gooit Stan's vrouw de inhoud van de fles weg en vervangt deze door koude thee met verschillende specerijen uit de keuken erdoor heen gemixt.
Stan voert zijn plan uit, en beide denken ermee weg te komen ondanks dat Stan's vrouw zowel haar man als Olie gedag zegt die zich verstopt heeft in de bosjes. In de club heeft het duo moeite om hun fles stilletjes te openen zonder dat andere dit door hebben. Wanneer dit lukt genieten ze van het entertainment, waaronder een exotische danseres en een baritonzanger wiens melancholische optreden Stan tot tranen toe beweegt. Het duo wordt daarna steeds luidruchtiger en wekt de ergernis van de hoofdbutler en andere gasten. Ze beginnen steeds harder te lachen om hun eigen grappen en denken zelf dat ze dronken zijn door de inhoud van de fles.
Ondertussen arriveert mevrouw Laurel, gewapend met een jachtgeweer, bij de club en confronteert het paar, waarbij ze de inhoud van hun fles onthult. Boos door hun bedrog achtervolgt ze hen de straat op, waar ze in een taxi vluchten. In een vlaag van woede lost mevrouw Laurel een enkel schot af, waardoor het voertuig wordt vernietigd.

## Cast
- Stan Laurel als Stan
- Oliver Hardy als Ollie
- Anita Garvin als Mrs. Laurel
- Tiny Sandford als de butler
- Charlie Hall als taxi chauffeur
- Jean De Briac als wapenhandelaar

## Productie aantekeningen
De naam van de film heeft betrekking op de Engelse term "blotto zijn", wat erg dronken betekent.
De eerste release van Blotto bevatte geen muziekscore, afgezien van het orkestrale "Dance of the Cuckoos" -deuntje dat tijdens de openingstitels werd gespeeld. De originele versie van de film bestaat niet meer, er is alleen een gecensureerde heruitgave uit 1937 bewaard gebleven. Deze heruitgave onderging wijzigingen, waaronder de verwijdering van ongeveer één rol materiaal met pre-codesequenties.
Om het ontbreken van een muziekscore in de originele release aan te pakken, werd een achtergrondmuziektrack geïntegreerd in de versie uit 1937. Deze muzikale begeleiding bestond uit een combinatie van de composities van Leroy Shield en andere muzikale selecties die vaak voorkomen in andere Hal Roach-films uit 1937. Een onderscheidend kenmerk van Blotto is dat het de enige film is van Laurel en Hardy waarin het personage van Laurel getrouwd is terwijl dat van Hardy ongehuwd blijft. Meestal zijn ze beide gehuwd of is Stan de vrijgezel terwijl Ollie getrouwd is.
Hoewel de originele versie uit 1930 nu als een verloren film wordt beschouwd, is er een Spaanstalige versie geproduceerd door MGM, getiteld La Vida Nocturna, bewaard gebleven, die laat zien hoe de film oorspronkelijk werd gepresenteerd, inclusief een grap met een elektrische ventilator nadat Stan zegt dat hij wat "verse" lucht nodig heeft.

## Internationale versies
De film werd tweemaal opnieuw opgenomen en kreeg de titel La Vida Nocturna voor de Spaanstalige markt en Une nuit extravagante voor de Franse. Op Laurel en Hardy na, werden alle andere acteurs en actrices vervangen door spelers die uit de respectievelijke landen kwamen of de talen spraken. Laurel en Hardy zelf moesten met behulp van taalcoaches hun teksten in de andere talen uitspreken.